# ديمبو داربو
ديمبو داربو (بالفرنسية: Dembo Darboe) (مواليد 17 أغسطس 1998) هو لاعب كرة قدم غامبي يلعب في مركز الهجوم لعب سابقاً مع نادي النصر الإماراتي.

## روابط خارجية
- ديمبو داربو على موقع قاعدة بيانات كرة القدم.إي يو (الإنجليزية)
- ديمبو داربو على موقع ناشيونال فوتبول تيمز (الإنجليزية)
- ديمبو داربو على موقع Soccerbase.com (لاعب) (الإنجليزية)
- ديمبو داربو على موقع Soccerway.com (الإنجليزية)
- ديمبو داربو على موقع عالم كرة القدم.نت (الإنجليزية)